# Burni Cempege
Burni Cempege är ett berg i Indonesien.   Det ligger i provinsen Sumatera Utara, i den västra delen av landet, 1 500 km nordväst om huvudstaden Jakarta. Toppen på Burni Cempege är 1 410 meter över havet.
Terrängen runt Burni Cempege är varierad. Trakten runt Burni Cempege är nära nog obefolkad, med mindre än två invånare per kvadratkilometer. I omgivningarna runt Burni Cempege växer i huvudsak städsegrön lövskog.